# 古ケ場
古ケ場（こかば）は、埼玉県さいたま市岩槻区の町名および大字。現行行政地名は古ケ場一丁目・古ケ場二丁目および大字古ケ場。住居表示未実施地区。郵便番号は339-0072。さいたま市の難読地名の一つに数えられる。

## 地理
さいたま市岩槻区の中部に位置し、西は元荒川支流日川を境に蓮田市に隣接する。東には南北に埼玉県道65号さいたま幸手線（日光御成街道）が通る。東岩槻駅からはやや距離がある。地内は古ケ場一丁目・二丁目が市街化区域（工業地域）、大字古ケ場が市街化調整区域である。かつては日光御成街道沿いの村であった。1977年（昭和52年）頃から大規模な区画整理で西部を工業団地として整備した古ケ場一丁目・二丁目は慈上野・古ケ場工業団地の一部となっており、コカ・コーラボトラーズジャパンなどの工場が立地している。大字古ケ場がもとからの集落で、大宮台地（慈恩寺支台）の雑木林などが点在する、のどかな地域である。
縄文時代の遺跡である古ケ場貝塚や羽鳥山貝塚が地区内に存在する。

## 歴史
もとは江戸期より存在した武蔵国埼玉郡岩槻領に属する古ケ場村であった。このあたり一帯は中世末期頃より見出せる太田荘（おおたのしょう）の箕輪郷（みのわごう）に属していたと云われている。古ケ場は小ケ場とも記され「こけば」とも呼ばれる。村高は正保年間の『武蔵国田園簿』では172石余（田60石余、畑111石余）、『元禄郷帳』では109石余、『天保郷帳』では166石余であった。化政期の世帯数は20軒で、村の規模は東西7町、南北6町であった。地名の由来は未墾の地を意味する「コガ」に因む。
- 初めは岩槻藩領、1756年（宝暦6年）より幕府領となる[8]。なお、検地は1628年（寛永5年）、新田の検地は1763年（宝暦13年）にそれぞれ実施[8]。
- 1770年（明和7年）より川越藩領となるが、1821年（文政4年）に再び幕府領となる[8]。
- 1871年（明治4年）11月13日 - 第1次府県統合により埼玉県の管轄となる。
- 1879年（明治12年）3月17日 - 郡区町村編制法により成立した南埼玉郡に属す。郡役所は岩槻町に設置。
- 1889年（明治22年）4月1日 - 町村制施行に伴い、慈恩寺村・裏慈恩寺村・表慈恩寺村・古ケ場村・徳力村・鹿室村・上野村・南辻村・小溝村・相野原村の10村が合併し、慈恩寺村が成立。慈恩寺村の大字古ケ場となる[8]。
- 1954年（昭和29年）
  - 5月3日 - 岩槻町・新和村・和土村・川通村・柏崎村・河合村・慈恩寺村が合併し、岩槻町が成立[10]。岩槻町の大字となる。
  - 7月1日 - 岩槻町が市制を施行し、岩槻市となる[10]。岩槻市の大字となる。
- 1976年（昭和51年）11月12日 - 一部を施行区域に含む上野・古ヶ場土地区画整理事業の都市計画決定が告示される[11]。
- 1977年（昭和52年）
  - 2月12日 - 上野・古ヶ場土地区画整理事業の事業計画決定が告示される[11]。
  - この年 - 上野・古ヶ場土地区画整理事業に着手[7]。
- 1987年（昭和62年）8月9日 - 上野・古ヶ場土地区画整理事業換地処分が前日に行われた[11]ことに伴い、町名地番変更が行われ、大字古ケ場・大字上野・大字慈恩寺・大字表慈恩寺・大字裏慈恩寺の各一部から古ケ場一丁目・二丁目が成立。
- 2005年（平成17年）4月1日 – 岩槻市がさいたま市に編入合併され、さいたま市岩槻区の町名および大字となる。

## 世帯数と人口
2017年（平成29年）10月1日時点の世帯数と人口は以下の通りである。
| 町字         | 世帯数  | 人口  |
| ------------ | ------- | ----- |
| 大字古ケ場   | 286世帯 | 613人 |
| 古ケ場一丁目 | 10世帯  | 17人  |
| 古ケ場二丁目 | 17世帯  | 35人  |
| 計           | 313世帯 | 665人 |

## 小・中学校の学区
市立小・中学校に通う場合、学区（校区）は以下の通りとなる。
| 町字         | 区域 | 小学校                   | 中学校                   |
| ------------ | ---- | ------------------------ | ------------------------ |
| 大字古ケ場   | 全域 | さいたま市立慈恩寺小学校 | さいたま市立慈恩寺中学校 |
| 古ケ場一丁目 | 全域 | さいたま市立慈恩寺小学校 | さいたま市立慈恩寺中学校 |
| 古ケ場二丁目 | 全域 | さいたま市立慈恩寺小学校 | さいたま市立慈恩寺中学校 |

## 交通

### 鉄道
鉄道は敷設されていない。東武野田線（東武アーバンパークライン）東岩槻駅が2 kmほど南東にある。

### 道路
- 埼玉県道65号さいたま幸手線
- 上野長宮線
- 慈恩寺古ヶ場線

## 施設
- 古ヶ場自治会館
- 八幡神社
- 唐加坊稲荷神社
- 北部工業団地記念公園
- 白水児童公園